# Heiligenborn
Heiligenborn is een plaats in de Duitse gemeente Bad Laasphe, deelstaat Noordrijn-Westfalen.